# Perth International
Die Perth International sind im Badminton offene internationale Meisterschaften von Australien. Sie wurden erstmals 2019 ausgetragen. Vorgängerturnier waren die Western Australia International. Die Bicentennial Perth International Open 1988 können ebenfalls als Vorläuferturnier angesehen werden.

## Turniergewinner
| Saison    | Herreneinzel      | Dameneinzel       | Herrendoppel                  | Damendoppel                 | Mixed                   |
| --------- | ----------------- | ----------------- | ----------------------------- | --------------------------- | ----------------------- |
| 1988      | Yang Yang         | -                 | Jalani Sidek Razif Sidek      | -                           | -                       |
| 2019      | Chi Yu-jen        | Liang Ting-yu     | Shia Chun Kang Tan Boon Heong | Cheng Yu-chieh Tseng Yu-chi | Chi Yu-jen Lin Xiao-min |
| 2020 2024 | nicht ausgetragen | nicht ausgetragen | nicht ausgetragen             | nicht ausgetragen           | nicht ausgetragen       |